# Ève Routhier
Ève Routhier (* 1. September 1988 in Sherbrooke) ist eine ehemalige kanadische Skirennläuferin. Sie war auf die Disziplinen Slalom und Riesenslalom spezialisiert.

## Biografie
Routhier begann im Dezember 2004 FIS-Rennen zu bestreiten, erste Einsätze im Nor-Am Cup folgten einen Monat später. Zu Beginn fuhr sie auch Abfahrt und Super-G-Rennen, beschränkte sich dann aber zunehmend auf die Disziplinen Slalom und Riesenslalom. Der erste Sieg in einem FIS-Rennen gelang ihr im Februar 2007. Ihr Debüt im Weltcup gab sie am 25. November 2007 beim Slalom von Panorama, den sie auf Platz 53 beendete. Vorerst blieb dies ihr einziger Weltcupstart, die nächsten folgten erst im Januar 2010. Im Winter 2007/08 konnte sich Routhier Nor-Am Cup noch nicht an der Spitze etablieren, auch bei den Juniorenweltmeisterschaften 2008 blieb sie im Mittelfeld. Allerdings erreichte sie bei der kanadischen Slalommeisterschaft 2008 den zweiten Platz hinter Shona Rubens.
Eine Aufwärtstendenz zeigte sich im Winter 2008/09, als Routhier im Nor-Am Cup viermal aufs Podest fuhr und in der Slalom-Disziplinenwertung den fünften Platz belegte. Ähnlich verlief die Saison 2009/10, wobei drei Podestplätze ausreichten, um die Slalomwertung für sich zu entscheiden. Dadurch erhielt sie auch einen festen Weltcup-Startplatz zugesichert. Am 28. November 2010 fuhr Routhier in ihrem fünften Weltcuprennen, dem Slalom von Aspen, auf den 19. Platz und holte damit die ersten Weltcuppunkte. Ein zweites Mal konnte sie als 23. des Slalom von Semmering punkten. Sie startete auch im Slalom der Weltmeisterschaften 2011 in Garmisch-Partenkirchen, wo sie nach Platz 35 im ersten Durchgang im zweiten Lauf ausschied.
Am 18. Dezember 2011 erlitt Routhier beim Weltcupslalom von Courchevel einen Bruch des linken Wadenbeines, worauf sie im Rest des Winters pausieren musste. Im Winter 2012/13 startete sie wieder mehrmals im Weltcup, konnte sich aber nie in den Punkterängen klassieren. Ab Dezember 2013 verzichtete sie auf weitere Weltcupstarts und fuhr ausschließlich Rennen in Nordamerika, um sich auf ihr Studium an der Université Laval konzentrieren zu können. Da sie in FIS-Rennen weiterhin überzeugte, qualifizierte sie sich für die Winter-Universiade 2015 in der spanischen Sierra Nevada. Dort gewann sie im Slalom die Bronzemedaille. Ihr letztes FIS-Rennen bestritt sie Ende März 2015.

## Erfolge

### Weltcup
- 1 Platzierung unter den besten 20

### Nor-Am Cup
- Saison 2008/09: 5. Slalomwertung
- Saison 2009/10: 1. Slalomwertung
- Saison 2012/13: 5. Slalomwertung, 5. Riesenslalomwertung
- Saison 2013/14: 3. Riesenslalomwertung
- 14 Podestplätze (alle im Slalom)

### Juniorenweltmeisterschaften
- Formigal 2008: 20. Slalom, 39. Riesenslalom

### Weitere Erfolge
- 27 Siege in FIS-Rennen
- Winter-Universiade 2015: 3. Platz Slalom
- 1 Podestplatz im South American Cup